# Sni svůj bláhový sen
Rakouský spisovatel Johannes Mario Simmel napsal v roce 1996 román Sni svůj bláhový sen (v originále Träum den unmöglichen Traum). Tento román je z velké části autobiografický a vrací se k postavě z románu Divím se, že jsem tak veselý.

## Děj
Hlavní postavou je Robert Faber, stárnoucí spisovatel. Robert neví kudy kam a chystá se spáchat sebevraždu, ale v poslední chvíli ho zachrání telefonát přítele, který vzkazuje, aby zavolal do Vídně. Faberovi se moc nechce, už to chce mít za sebou, ale jeho strážný anděl – mrtvá manželka Natalie, ho přesvědčí, aby přítele poslechl. Faber tedy vytočil číslo do Vídně a od toho okamžiku se mu změnil celý život. Dozvídá se, že má vnuka, který je vážně nemocný a léčí se v Mariánském dětském špitálu. Odlétá do Vídně, kde se setká s patnáctiletým Goranem. A poté odjíždí za Goranovou babičkou, se kterou se seznámil v roce 1953 v Sarajevu a do které se tenkrát zamiloval.
Když vidí ve špitálu tu bolest, zoufalou naději, ztratí nervy a chce od toho všeho utéct, ale strážný anděl ho opět přivede zpět. Faber se tedy vrací do špitálu a pomalu se dostává do prostředí dětského světa: pláč i smích, život i smrt. To vše je na denním pořádku.
Mezitím se Goran rychle uzdravuje díky dívce Petře. Ona jediná ho postavila na nohy, jediná ho dokázala povzbudit a zbavit ho pocitu viny, že může za smrt rodičů, které zabila válka. Ale je potřeba mu transplantovat nová játra. I z toho se Goran dostane.
A tam venku chce někdo Fabera zabít. Má možnost utéct, ale tentokrát to neudělá, protože má kolem sebe lidi, které nade vše miluje. A proto promeškal svou příležitost – byl zastřelen.